# Нурлыбаев, Жолдыбай
Жолдыбай Нурлыбаев (каз. Жолдыбай Нұрлыбаев; 20 мая 1922 — 30 января 1945) — Герой Советского Союза. Участник Сталинградской битвы. Командир батареи 507-го истребительного противотанкового артиллерийского полка, капитан.

## Биография
Жолдыбай Нурлыбаев родился 20 мая 1922 года в селе Унимкер ныне Мактааральского района Южно-Казахстанской области Республики Казахстан. По национальности — казах.
В 1939 году окончил 10 классов Бирликской средней школы Пахтааральского района. В 1939—1940 годах учился на 2-годичных ускоренных курсах Казахского государственного университета на факультете филологии, истории и географии. С 1940 по 1941 годы работал учителем истории и географии в средней школе Кзызабад колхоза имени Ленина Джетысайского района. Летом 1941 года руководил военной подготовкой призывников для армии и с одной из групп ушёл на фронт через Алма-Атинский горвоенкомат.
В сентябре 1942 года окончил ускоренный курс военного артиллерийского училища. Участвовал в Великой Отечественной войне:
15 сентября 1942 — 15 декабря 1942 — Сталинградская битва;
15 декабря 1942 — 30 января 1945 — Южный фронт , 4-й Украинский фронт и 3-й Украинский фронт, 1-й Белорусский фронт.

Нурлыбаев воевал на многих фронтах Великой Отечественной войны – Сталинградском, Южном, 3-м и 4-м Украинских, 1-м Белорусском.  В начале 1945 года батарея капитана Нурлыбаева, находясь в боевой линии наступающей пехоты, нанесла сокрушительный удар по системе огневых гнезд, укрепленной гитлеровцами в польском поселке Скорневице.  Артиллеристы, ведя огонь прямой наводкой, уничтожили пять пулеметных гнезд, два зота и крупнокалиберный пулемет. Батарея капитана Нурлыбаева была замечена еще раз при взятии города Коло в XX веке.  Наши части встретили здесь сильное сопротивление.  В состав пехотного батальона была включена батарея Жолдыбая.  Батальону было приказано маневрировать и войти в город с другой стороны, отвлекая тем самым внимание главного направления атаки противника.  Этот план командования был реализован должным образом.  В этом бою артиллеристы проявили удивительную храбрость и большую изобретательность.
Они расстреляли гитлеровцев с голов и от внезапного удара лишили их сознания.  В результате наши части понесли незначительные потери и выбили противника из города.  Во время марша в районе Вильчина батарея столкнулась с группой фашистов в количестве 65 человек.  Артиллеристы сразу же завязали бой и сдули всю группировку противника.  В ходе боев за Вонгровец батарея вошла в город вслед за пехотой и в уличных боях уничтожила два противотанковых орудия, открыв путь нашим танкам.  Советские войска вошли на территорию противника.  Приближается день Великой Победы.   Но не все солдаты смогли увидеть этот счастливый день.  Не смог прибыть в этот день и капитан Жолдыбай Нурлыбаев.  Ожесточенный бой разгорелся возле города Лукач Кройц.  Артиллерия Нурлыбаева уничтожила минометную батарею противника и в рукопашной схватке убила около пятидесяти гитлеровцев.  В этом бою мужественно пал Жолдыбай Нурлыбаев – великий сын казахского народа.
В бою 30 января 1945 года за город Лукатц Крейц (ныне Кшиж-Велькопольски) (Польша) огнём уничтожил миномётную батарею и несколько огневых точек противника, чем способствовал быстрому захвату города. В ходе боя батарею атаковала большая группа гитлеровцев, стремившихся вырваться из города. Смело повёл бойцов в рукопашную схватку. Враг не прорвался. В этом бою и погиб. До Берлина оставалось 200 км.
Похоронен в городе Пила (Польша).
Указом Президиума Верховного Совета СССР от 24 марта 1945 года за образцовое выполнение боевых заданий командования на фронте борьбы с немецкими захватчиками и проявленные при этом отвагу и геройство капитану Нурлыбаеву Жолдыбаю присвоено звание Героя Советского Союза с вручением ордена Ленина и медали «Золотая Звезда».

## Награды
- Герой Советского Союза (24.03.1945, посмертно) (№ 8018)[1].
- Орден Ленина (24.03.1945).
- Орден Красного Знамени (25.01.1945)[4].
- Орден Отечественной войны 2-й степени (приказ Командующего артиллерией 5-й ударной армии № 27/Н от 2 августа 1944 года)[5].
- Медаль «За оборону Сталинграда».

## Память
- Именем Героя Советского Союза Нурлыбаева Жолдыбая названы:
  - улица в городе Алматы, Республика Казахстан (район Горного Гиганта) в 1985 году;
  - улица в посёлке Асыката Мактааральского района Южно-Казахстанской области;
  - средняя школа в совхозе «Славянский» Пахтааральского района (Чимкентская область)[6] в 1971 году.
- Совхоз «Славянский» Пахтааральского района (Чимкентская область)[6] в 1985 году переименован в совхоз имени Нурлыбая Жолдыбая, там же установлен мемориальный бюст.
- Групповой памятник на центральной площади в колхозе имени Ленина Джетысайского района[7].
- Сельский округ в Махтааральском районе Туркестанской области.